# 三村家親
三村家親（1517年—1566年2月24），日本戰國時代的武將、備中國大名。父親是三村宗親。

## 生平
在永正14年（1517年）出生。在備中國內，守護家細川氏的威光早已衰落；最初與庄氏聯手，後來互相爭鬥，以擴張勢力。在與庄氏爭奪勢力並陷入膠著狀態下，並且備中國人大部份都投向尼子氏時，最先投向毛利氏。
與毛利氏聯手以後，不斷驅逐在備中國內的尼子氏勢力，並統一備中，並把據點從備中成羽的鶴首城，移至備中松山城，把鶴首城交予重臣三村親成。在這段期間，積極地與備中守護代家庄氏、石川氏、上野氏等建立親戚關係，不過只有庄氏一族並沒有被完全籠絡。永祿7年（1564年），為了救援友方備前龍口城的穝所氏，並派出石川久智的軍勢時，高資、倒戈（『黄薇古簡集』）。
為了擴大勢力，侵攻備前國、美作國，數度擊敗宇喜多直家。永祿9年（1566年）2月5日，留在美作國的興善寺並與重臣一同評議期間，被受直家之命的遠藤秀清、俊通兄弟以短筒火繩銃射撃而死亡（『備前軍記』等；不過關於詳細日期，在『桂岌圓覺書』等古文獻中並無記載，因此日期是後世估計，植木成行等認為是永祿8年（1565年））。享年50歲。墓所在岡山縣高梁市內的源樹寺、賴久寺等數個地方。因為長男元祐成為庄氏的養子，繼承人是次男元親。

## 人物
- 在投向毛利氏時，毛利元就相當高興，並向三村氏（日语：三村氏）的使者說「如此一來備中一國等同成為了毛利的囊中物」（備中一国はこれで毛利のものとなったも同然である）。（『陰德太平記』）

- 被鐵砲暗殺，在當時非常罕見。

## 外部連結
- 武家家伝＿三村氏（页面存档备份，存于）